# Gymnotus coropinae
Gymnotus coropinae és una espècie de peix pertanyent a la família dels gimnòtids.

## Descripció
- Fa 16,2 cm de llargària màxima.[4][5]

## Hàbitat
És un peix d'aigua dolça, bentopelàgic i de clima tropical.

## Distribució geogràfica
Es troba a Sud-amèrica: conques dels rius Amazones i Orinoco al Brasil i Surinam.

## Observacions
És inofensiu per als humans.